# Tramwaje w Guadalajarze
Tramwaje w Guadalajarze − zlikwidowany system komunikacji tramwajowej w meksykańskim mieście Guadalajara, działający w latach 1878−1944.

## Historia
Tramwaje w Guadalajarze uruchomiono w 1878 były to tramwaje konne. Do 1890 zbudowano nowe trasy do Los Colomos, Oblatos, Atemajac i Zapopan. Do końca wieku w mieście było 40 km tras tramwajowych. W 1900 grupa fabryk podjęła próbę budowy tramwajów elektrycznych, która się nie powiodła. Wkrótce elektrownia i spółki, które obsługiwały sieć tramwajów konnych założyły spółkę Compañía de Tranvías, Luz y Fuerza, która miała wybudować tramwaje elektryczne. W 1905 posiadano 42 tramwaje elektryczne. Pierwszą linię tramwaju elektrycznego pomiędzy Agua Azul i Tlaquepaque otwarto 14 września 1907. Około 1908 zelektryfikowano trasy tramwajów konnych do Zapopan i do La Experiencia. W 1910 zamówiono 10 czteroosiowych tramwajów silnikowych, a w 1911 zamówiono 10 podobnych wagonów doczepnych. W 1918 w Guadalajarze było 96 km tras tramwajowych i 110 tramwajów. Od 1925 siecią tramwajową zarządzała spółka Compañía Occidental de Transportes. Wkrótce spółka zlikwidowała większość linii w centrum miasta pozostawiając w 1928 jedynie linie podmiejskie do Tlaquepaque i do Zapopan oraz kilka krótkich linii w centrum. Od 1936 tramwajami zarządzała spółka Cooperativa de Tranviarios de Guadalajara. Ostatecznie sieć tramwajową w Guadalajarze zlikwidowano w 1944. 